# فرودگاه باجهانگ
فرودگاه باجهانگ (به انگلیسی: Bajhang Airport) یک فرودگاه همگانی با کد یاتا BJH است . این فرودگاه در کشور نپال قرار دارد و در ارتفاع ۱۲۵۰ متری از سطح دریا واقع شده‌است.

## شرکت‌های هواپیمایی و مقصدهای پروازی
| شرکت‌های هواپیمایی | مقصدهای پروازی       |
| ----------------- | -------------------- |
| نپال ایرلاینز     | نپالگونج، دهانگادهای |